# ووپوشنو
ووپوشنو (به لاتین: Łopuszno) یک روستا در لهستان است که در گمینا ووپوشنو واقع شده‌است. ووپوشنو ۱٬۲۷۹ نفر جمعیت دارد.